# Funció gamma inversa

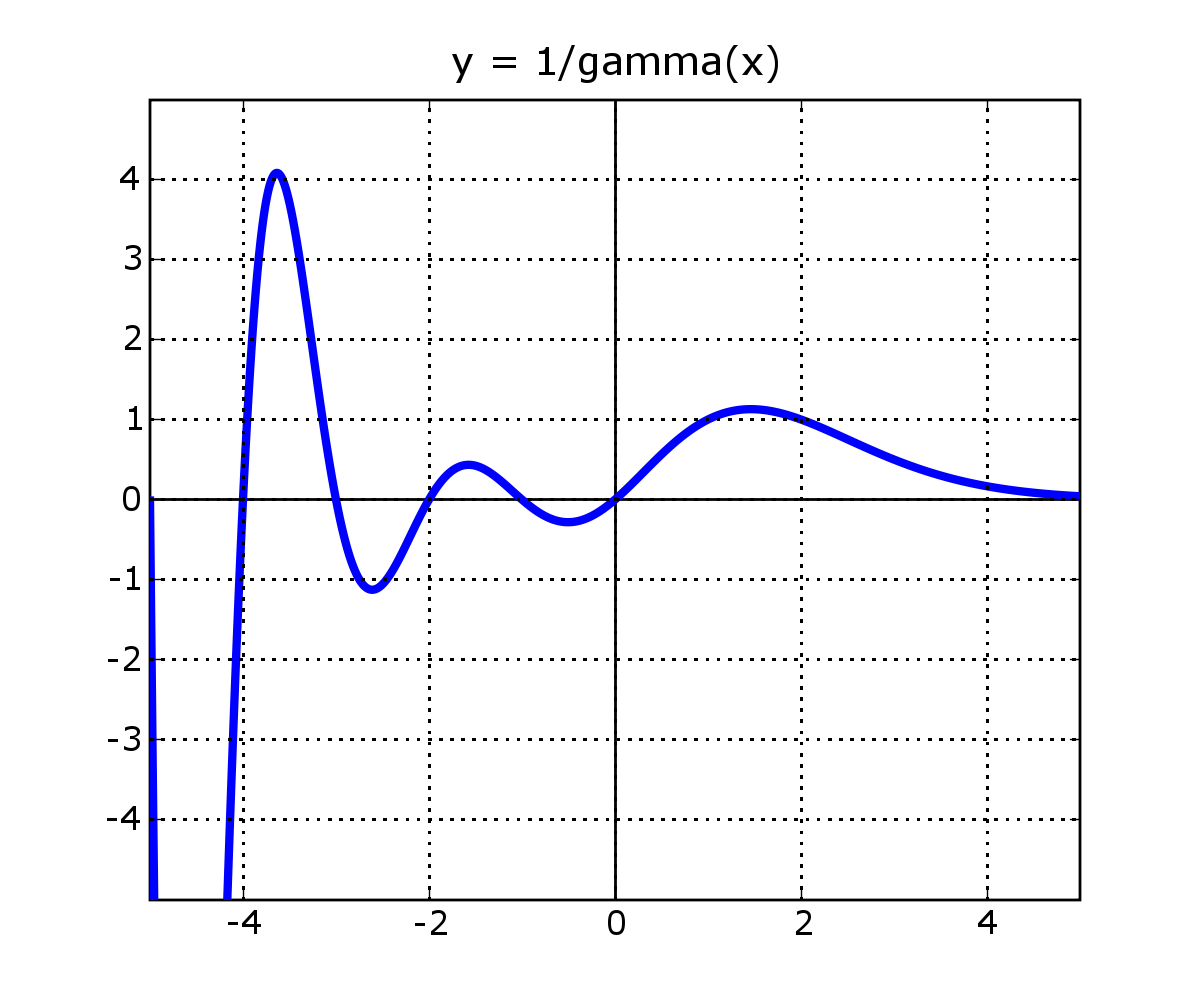
La gràfica de la funció 1/Γ(x) al llarg de l'eix real.

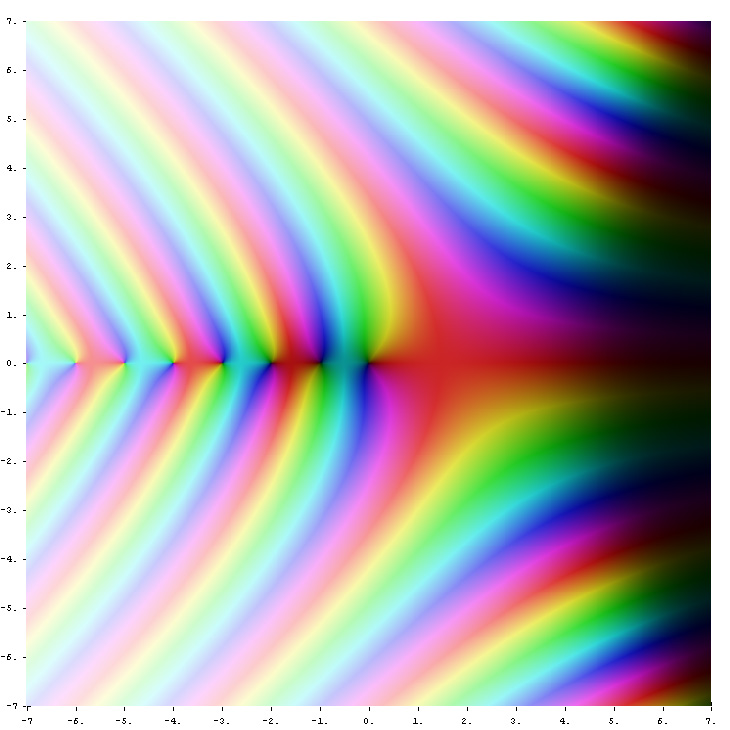
Funció gamma inversa 1/Γ(z) al pla complex. El color d'un punt z codifica el valor de 1/Γ(z). Els colors forts denoten valors prop de zero i el matís codifica l'argument del valor.

En matemàtiques, la funció gamma inversa és la funció:
{\displaystyle f(z)={\frac {1}{\Gamma (z)}},}
on {\displaystyle \Gamma (z)} denota la funció gamma. Atès que la funció gamma és meromorfa i no és zero a tot el pla complex, la seva inversa és una funció entera. Com a funció entera, és de l'ordre 1 (és a dir, que el {\displaystyle loglog\left\vert {\frac {1}{\Gamma (z)}}\right\vert } no creix més ràpid que el {\displaystyle log\left\vert \Gamma (z)\right\vert }), però de tipus infinit (el que significa que {\displaystyle log\left\vert {\frac {1}{\Gamma (z)}}\right\vert } creix més ràpid que qualsevol múltiple de {\displaystyle \left\vert z\right\vert }, ja que el seu creixement és aproximadament proporcional a {\displaystyle \left\vert z\right\vert log\left\vert z\right\vert } al pla esquerre).
Aquesta funció inversa s'utilitza de vegades com a punt de partida per a la computació numèrica de la funció gamma, i algunes biblioteques de programari la proporcionen per separat de la funció gamma regular.
Karl Weierstrass va anomenar la funció gamma inversa «factorial» i la va utilitzar en el seu desenvolupament del teorema de factorització de Weierstrass.

## Desenvolupament en producte infinit
Seguint les definicions de producte infinit per a la funció gamma, segons Euler i Weierstrass, respectivament, obtenim el següent desenvolupament en producte infinit per a la funció gamma inversa:
{\displaystyle {\begin{aligned}{\frac {1}{\Gamma (z)}}&=z\prod _{n=1}^{\infty }{\frac {1+{\frac {z}{n}}}{\left(1+{\frac {1}{n}}\right)^{z}}}\\{\frac {1}{\Gamma (z)}}&=ze^{\gamma z}\prod _{n=1}^{\infty }\left(1+{\frac {z}{n}}\right)e^{-{\frac {z}{n}}}\end{aligned}}}
on {\displaystyle \gamma \approx 0,577216...} és la constant d'Euler-Mascheroni. Aquests desenvolupaments són vàlids per a tots els nombres complexos z.

## Sèries de Taylor
Es produeix un desenvolupament de la sèrie de Taylor al voltant de {\displaystyle 0}
{\displaystyle {\frac {1}{\Gamma (z)}}=z+\gamma z^{2}+\left({\frac {\gamma ^{2}}{2}}-{\frac {\pi ^{2}}{12}}\right)z^{3}+\cdots }
on {\displaystyle \gamma } és la constant d'Euler-Mascheroni. Per a {\displaystyle k>2}, el coeficient {\displaystyle a_{k}} per al terme {\displaystyle z^{k}} es pot calcular recursivament com
{\displaystyle a_{k}={\frac {a_{2}a_{k-1}-\sum _{j=2}^{k-1}(-1)^{j}\,\zeta (j)\,a_{k-j}}{k-1}}}
on {\displaystyle \zeta (s)} és la funció zeta de Riemann. Fekih-Ahmed va trobar recentment una representació integral per a aquests coeficients:
{\displaystyle a_{k}={\frac {(-1)^{n}}{\pi n!}}\int _{0}^{\infty }e^{-t}\Im [(\log(t)-i\pi )^{n}]dt.}
Per a valors petits, aquesta dona els següents valors:
| k  | ak                                          |
| -- | ------------------------------------------- |
| 1  | +1.0000000000000000000000000000000000000000 |
| 2  | +0.5772156649015328606065120900824024310422 |
| 3  | −0.6558780715202538810770195151453904812798 |
| 4  | −0.0420026350340952355290039348754298187114 |
| 5  | +0.1665386113822914895017007951021052357178 |
| 6  | −0.0421977345555443367482083012891873913017 |
| 7  | −0.0096219715278769735621149216723481989754 |
| 8  | +0.0072189432466630995423950103404465727099 |
| 9  | −0.0011651675918590651121139710840183886668 |
| 10 | −0.0002152416741149509728157299630536478065 |
| 11 | +0.0001280502823881161861531986263281643234 |
| 12 | −0.0000201348547807882386556893914210218184 |
| 13 | −0.0000012504934821426706573453594738330922 |
| 14 | +0.0000011330272319816958823741296203307449 |
| 15 | −0.0000002056338416977607103450154130020573 |
| 16 | +0.0000000061160951044814158178624986828553 |
| 17 | +0.0000000050020076444692229300556650480600 |
| 18 | −0.0000000011812745704870201445881265654365 |
| 19 | +0.0000000001043426711691100510491540332312 |
| 20 | +0.0000000000077822634399050712540499373114 |
| 21 | −0.0000000000036968056186422057081878158781 |
| 22 | +0.0000000000005100370287454475979015481323 |
| 23 | −0.0000000000000205832605356650678322242954 |
| 24 | −0.0000000000000053481225394230179823700173 |
| 25 | +0.0000000000000012267786282382607901588938 |
| 26 | −0.0000000000000001181259301697458769513765 |
| 27 | +0.0000000000000000011866922547516003325798 |
| 28 | +0.0000000000000000014123806553180317815558 |
| 29 | −0.0000000000000000002298745684435370206592 |
| 30 | +0.0000000000000000000171440632192733743338 |

Una aproximació per a {\displaystyle a_{k}} es pot trobar a l'obra abans esmentada de Fekih-Ahmed:
{\displaystyle a_{k}\approx (-1)^{n}{\sqrt {\frac {2}{\pi }}}{\frac {\sqrt {n}}{n!}}\Im \left(e^{-nz_{0}}{\frac {z_{0}^{1/2-n}}{\sqrt {1+z_{0}}}}\right),}
on {\displaystyle z_{0}={\frac {e^{W_{-1}(-n)}}{-n}}}, i {\displaystyle W_{-1}} és la menys la primera branca de la funció W de Lambert.

## Desenvolupament asimptòtic
Com {\displaystyle \left\vert z\right\vert } tendeix a l'infinit a una constant {\displaystyle arg(z)} tenim:
{\displaystyle \ln(1/\Gamma (z))\sim -z\ln(z)+z+{\tfrac {1}{2}}\ln \left({\frac {z}{2\pi }}\right)-{\frac {1}{12z}}+{\frac {1}{360z^{3}}}-{\frac {1}{1260z^{5}}}\qquad \qquad {\text{per a}}\quad |\arg(z)|<\pi }

## Representació integral de contorn
Una representació integral segons Hermann Hankel és
{\displaystyle {\frac {1}{\Gamma (z)}}={\frac {i}{2\pi }}\oint _{H}(-t)^{-z}e^{-t}\,dt,}
on {\displaystyle H} és el contorn d'Hankel, és a dir, el camí que envolta {\displaystyle 0} en la direcció positiva, que comença i torna a infinit positiu pel que fa a la branca tallada al llarg de l'eix real positiu. Segons Schmelzer & Trefethen, l'avaluació numèrica de la integral d'Hankel és la base d'alguns dels millors mètodes per a la computació de la funció gamma.

## Representacions integrals en els enters positius
Per a enters positius {\displaystyle n\geq 1}, hi ha una integral per a la funció factorial inversa donada per
{\displaystyle {\frac {1}{n!}}={\frac {1}{2\pi }}\int _{-\pi }^{\pi }e^{-n\imath \vartheta }e^{e^{\imath \vartheta }}\ d\vartheta }.
De la mateixa manera, per a qualsevol real {\displaystyle c>0} i {\displaystyle z\in \mathbb {C} } es té la següent integral per a la funció gamma inversa al llarg de l'eix real en forma de:
{\displaystyle {\frac {1}{\Gamma (z)}}={\frac {1}{2\pi }}\int _{-\infty }^{\infty }(c+\imath t)^{-z}e^{c+\imath t}dt,}
on el cas particular quan {\displaystyle z:=n+1/2} proporciona una relació corresponent a la funció doble factorial inversa, {\displaystyle {\frac {1}{(2n-1)!!}}={\frac {\sqrt {\pi }}{2^{n}\cdot \Gamma \left(n+{\frac {1}{2}}\right)}}}.

## Integral al llarg de l'eix real
La integració de la funció gamma inversa al llarg de l'eix real positiu dona el valor
{\displaystyle \int _{0}^{\infty }{\frac {1}{\Gamma (x)}}\,dx\approx 2.80777024,}
que es coneix com la constant de Fransén-Robinson.